# 리쉬 로샨 라이
리쉬 로샨 라이(영어: Rhysh Roshan Rai)는 싱가포르의 축구 선수이다.